# Adamov, Kutná Hora
Adamov là một làng thuộc huyện Kutná Hora, vùng Středočeský, Cộng hòa Séc.